# Kluczbork (gmina)
Kluczbork est une gmina mixte du powiat de Kluczbork, Opole, dans le sud-ouest de la Pologne. Son siège est la ville de Kluczbork, qui se situe environ 41 km au nord-est de la capitale régionale Opole.
La gmina couvre une superficie de 217 km2 pour une population de 38 618 habitants.

## Géographie
Outre la ville de Kluczbork, la gmina inclut les villages de Bąków, Bażany, Biadacz, Bogacica, Bogacka Szklarnia, Bogdańczowice, Borkowice, Czaple Wolne, Gotartów, Krasków, Krzywizna, Kujakowice Dolne, Kujakowice Górne, Kuniów, Ligota Dolna, Ligota Górna, Ligota Zamecka, Łowkowice, Maciejów, Nowa Bogacica, Przybkowice, Smardy Dolne, Smardy Górne, Stare Czaple, Unieszów et Żabiniec.
La gmina borde les gminy de Byczyna, Gorzów Śląski, Lasowice Wielkie, Murów, Olesno et Wołczyn.